# Ti amo in tutte le lingue del mondo
Ti amo in tutte le lingue del mondo è un film italiano del 2005, diretto e interpretato da Leonardo Pieraccioni.

## Trama
Gilberto Rovai, insegnante di educazione fisica in una scuola di Pistoia, decide di preparare una festa a sorpresa con i suoi amici più cari per festeggiare il compleanno della moglie. Quando la donna è sull'ingresso di casa risponde ad una telefonata, credendo di essere sola parla liberamente e così tutti scoprono dalla sua conversazione che ha un amante. Gilberto divorzia dopo tre anni di matrimonio, andando a vivere col fratello balbuziente Cateno, bidello della sua scuola e appassionato di nuoto.
A un anno dal divorzio, Gilberto diventa destinatario dell'infatuazione della sua alunna Paolina, che lo chiama Gibbo e gli lascia biglietti con scritto "Ti amo", ogni volta in una lingua diversa, e gli manda continui sms con gli stessi messaggi; Gilberto è imbarazzato e subisce le ramanzine del preside, convinto che i due abbiano una relazione ma che si limita a minacciare Gilberto di un trasferimento in una scuola di periferia, presso Borgo a Buggiano. Una sera l'insegnante, convinto dal collega Anselmi, si reca con lui ad una serata erotica in una villa di scambisti. Partecipando ad un gioco di abbinamenti casuali, Gilberto si vede assegnata per caso la sua ex moglie.
Disgustato, decide di andarsene e, recatosi alla sua auto, vede una donna, Margherita, che litiga con un uomo. Gilberto interviene ed infine la accompagna a casa. Tra i due nasce subito una simpatia e, ottenuto il suo numero di telefono, Gilberto inizia a frequentare la donna. Una domenica pomeriggio Margherita invita Gilberto a pranzo, e si rivela essere la madre di Paolina. L'incontro a sorpresa tra i due ha effetti devastanti: Gilberto sviene per lo shock finendo con la faccia sul farro che, soffocandolo, lo costringe ad essere ricoverato in ospedale, mentre Paolina litiga furiosamente con la madre, accusandola di essere una donna di facili costumi. Gilberto chiede un consulto all'amico psicologo Bellucci, il quale sostiene che Paolina sia attratta da lui perché lo identifica con il padre che non ha mai conosciuto; Gilberto allora parla con Margherita per chiederle spiegazioni.
La donna rivela che il padre di Paolina in realtà non è morto, ma che si era trattato di una relazione breve, conclusa prima che lei gli rivelasse d'essere incinta. In un successivo incontro, l'uomo era diventato frate, e di nuovo la donna non gli aveva comunicato la paternità di Paolina. Gilberto cerca di incoraggiare Margherita a dire la verità almeno alla figlia, cosicché quest'ultima possa avere finalmente una figura paterna e loro essere liberi di stare insieme, ma la donna esita. Gilberto, convinto da Anselmi (il quale ha iniziato ad avere incontri sessuali con l'ex moglie di Gilberto, dopo un incontro alla villa di scambisti) contatta di propria iniziativa il frate, gli rivela la faccenda e ne provoca lo svenimento. Inizialmente il frate non sente di poter assumere il ruolo di figura paterna, ma dopo diversi giorni vuole conoscere la figlia. Durante la serata di incontro con Paolina suo padre perde nuovamente coraggio, e invece di spiegare i fatti finge di essere stato un amico di famiglia anziché l'amante di sua madre. Tramite questo escamotage le parla comunque a lungo di sé, rasserenando la ragazza. Margherita scopre l'incontro, e decide finalmente di raccontare tutta la verità alla figlia. A scuola, il giorno dopo, Paolina se la prende con Gilberto per non averle detto tutto fin da subito, ne vandalizza l'auto, e pretende di conoscere immediatamente dove viva il padre, che vorrebbe incontrare di nuovo. Gilberto abbraccia la ragazza per farla sfogare, ma viene visto dal preside. Fraintendendo gli eventi per una conferma di una relazione fra i due, obbliga Gilberto al trasferimento. 
Sette mesi dopo, Margherita visita a sorpresa Gilberto durante il  colloquio genitori -insegnanti  prima della chiusura della scuola per le vacanze natalizie. La donna gli rivela di aver ricevuto da suo fratello Cateno le tante lettere che Gilberto le scriveva ma che non aveva mai avuto il coraggio di spedirle, e di aver deciso di trasferirsi a Borgo a Buggiano per seguirlo. Paolina, dopo non aver parlato per mesi alla madre, si è rasserenata avendo trovato un nuovo amore nel figlio dello psicologo Bellucci, cui Gilberto l'aveva indirizzata, mentre lo stesso Gilberto e Margherita reintraprendono la relazione scambiandosi un bacio.

## Produzione
Il film è stato girato a Pistoia, mentre le scene ambientate al parco dei divertimenti sono state girate a Gardaland. Il cantautore Francesco Tricarico, che per il film ha scritto la colonna sonora Solo per te, ha partecipato recitando una piccola parte nel ruolo di frate Francesco; si contano anche camei di Carlo Conti, Paolo Beldì, Giovanni Benincasa e Giovanni Veronesi, sempre nel ruolo di frati. All'interno del film è presente anche un saluto ad Alberto Sordi, scomparso due anni prima dell'uscita del film: infatti, verso la fine, c'è un'inquadratura che si ferma per qualche secondo su un manifesto pubblicitario con scritto "Ciao, Alberto".
Il personaggio interpretato da Pieraccioni si chiama Gilberto Rovai, proprio come uno dei migliori amici dell'attore-regista toscano, morto nel 2004 a causa di una neurofibromatosi.

## Colonna sonora
Le musiche originali sono scritte e arrangiate da Gianluca Sibaldi.
Nella colonna sonora sono presenti, tra le altre:
- Musica - Cantata da Francesco Tricarico
- Musica - Cantata da Leonardo Pieraccioni
- Every Breath You Take - Cantata da Terimme
- Lirica - Cantata da Leonardo Pieraccioni
- Solo Per Te - Cantata Da Francesco Tricarico

## Riconoscimenti
- 2006 - Nastro d'argento
  - Nomination Migliore canzone (Solo per te) a Tricarico

- 2006 - Golden Graal
  - Nomination Miglior regista di un film commedia a Leonardo Pieraccioni

## Incassi
Il film ha incassato 2 009 000 euro nel primo fine settimana, per un incasso totale di 20 020 000 euro.